# Trojcípá chlopeň
Trojcípá chlopeň (valva atrioventricularis dexter, valva tricuspidalis) je srdeční cípatá chlopeň, která se vyskytuje mezi pravou srdeční předsíní (atrium dexter) a pravou srdeční komorou (ventriculus dexter). Přetéká přes ní neokysličená krev z celého těla. Tato chlopeň je složena ze tří cípů.

## Nemoci
Vyskytují se jen zřídka, častěji se vyskytují nemoci dvojcípé chlopně.
- trikuspidální stenóza a trikuspidální insuficence – může ji způsobovat revmatická horečka nebo vrozené vady

První implantace umělé trojcípé chlopně byla provedena na klinice v Clevelandu.